# أحمد العاصي
أحمد العَاصِي (1321 هـ - 1349 هـ / 1903 - 1930م)، شاعر مصري.

## حياته
هو أحمد بن محمد سعيد العاصي المصري. ولد بفارسكور والتحق بمدرسة الطب بالقاهرة، فمرض بداء الصدر، فترك الطب وانصرف إلى الأدب، فتخرج في قسم الفلسفة بكلية الآداب سنة 1929 م، ووُظف بمكتبة الجامعة. توفي منتحرا، بعد أن صب على نفسه مادة كاوية. ووجد في التحقيق كتاباً بخطه يقول فيه: «جبان من يكره الموت، جبان من لا يرحب بهذا الملاك الطاهر، انني أستعذب الموت الذي هو كالرائحة الزكية عندي.» له «ديوان العاصي» عرضه على أحمد شوقي فحلاه بقصيدة منها:

## آثاره
من آثاره: ديوان من جزأين، بعنوان: «ديوان العاصي» الجزء الأول 1926 م - والجزء الثاني 1930 م، ورواية: «غادة لبنان»، وقصة «الأديب المنكود».